# Matt Frierson
Matt Frierson (Laurel (Maryland), 02 de mayo de 1997) es un jugador de baloncesto español. Con 1 metros y 88 centímetros de estatura, juega en la posición de escolta. Actualmente forma parte de la plantilla de Palmer Basket Mallorca de Primera FEB.

## Trayectoria
Nacido en Laurel (Maryland), Hollowell se formó en el Chapelgate Christian Academy de Marriottsville, antes de ingresar en 2015 en la Academia Militar The Citadel, situada en Charleston (Carolina del Sur), donde jugaría durante 4 temporadas la NCAA con los The Citadel Bulldogs, desde 2015 a 2019.
Tras no ser drafteado en 2019, firma por el Campo Mourão Basquete de la Novo Basquete Brasil.
En la temporada 2021-22, firma por el Telekom Baskets Bonn de la Basketball Bundesliga, en el que disputa 5 partidos.
En la temporada 2022-23, firma por el Eisbären Bremerhaven de la ProA, la segunda división de Alemania, en el que juega durante dos temporadas. En su primer año, aportó 12,8 puntos y prometió un brillante 53,2% desde la línea de 6,75. 
En la temporada 2024-25, firma por el LWD Basket de la BNXT League, promediando 13,2 puntos por partido.
El 13 de junio de 2025, firma por el Palmer Basket Mallorca de Primera FEB.